# Tre enhetsformulären
De tre enhetsformulären är en samlande beteckning för tre viktiga bekännelseskrifter inom många reformerta kyrkor. Formulären antogs vid Dordrechtsynoden 1618-1619. 

## Confessio Belgica
Confessio Belgica, även kallad den Nederländska trosbekännelsen, författades 1561 av Guido de Bres och består av 37 artiklar som behandlar läran om Gud (artikel 1-2 och 8-13), Bibeln (3-7), människan (14), synden (15), Kristus (18-21), frälsning (16-17 och 22-26), kyrkan (27-36) och den sista tiden (37).

## Heidelbergkatekesen
Heidelbergkatekesen är en tysk bekännelseskrift, färdigställd 1563 och först tryckt i Heidelberg i samband med kurfursten Fredrik III av Pfalz övergång från lutherdom till moderat kalvinism. Den utarbetades av teologerna Zacharias Ursinus (Melanchtons lärjunge) och kalvinisten Caspar Olevianus. Heidelbergkatekesen är skarpt polemisk mot katolicismen och betonar mer det som förenar än det som skiljer de olika evangeliska riktningarna. Heidelbergkatekesen godkändes vid Synoden i Dordrecht.
Katekesen innehåller 129 frågor med svar, fördelade på tre avsnitt: om människans syndfullhet, frälsning och tacksamhet. Den är, i likhet med Luthers lilla katekes, avsedd att användas för att undervisa barn och människor som är nya i tron.
År 2014 utgavs katekesen för första gången på svenska.

## Dordrechtteserna
Teserna, eller domsluten, är en serie artiklar där man går till rätta med påstådda teologiska villfarelser, framförda av de nederländska remonstranterna.